# Forêts subtropicales de l'Indochine septentrionale
Localisation
Les forêts subtropicales de l'Indochine septentrionale forment une écorégion terrestre définie par le Fonds mondial pour la nature (WWF), qui recouvre le Nord du Laos, du Viêt Nam et de la Birmanie ainsi que la partie méridionale de la province chinoise du Yunnan. Elle appartient au biome des forêts de feuillus humides tropicales et subtropicales de l'écozone indomalaise.